# 歌謡スクランブル
『歌謡スクランブル』（かようスクランブル）は、NHK-FM放送で1990年4月2日から放送されている音楽番組である。

## 概要
この番組は逢地真理子、深沢彩子の2人の女性パーソナリティが隔週で担当し、日本の歌謡曲やポップスをフルコーラスで放送する。2023年度現在は両者が構成作家も担当しており、エンディングで名前を名乗る際に「構成・ご案内は…」と言及している。NHKのホームページやNHKネットラジオ らじる★らじるの番組表では当日放送予定の楽曲一覧が掲載されている。
1990年代の一時期は「ひるの歌謡曲」（月 - 金、12:15 - 13:00）とコンプレックスとして内包し、「ひるのワイド歌謡曲」第2部として13:00-14:00で放送した。2020年4月から放送枠が拡大され、12:30からの放送となる。
長時間特番の「今日は一日○○三昧」の放送がある日や年末年始、並びに編成の関係でラジオ第1で放送出来ない番組をFMで放送する日は番組が休止になる。高校野球の開催期には急遽放送が休止になった場合に備えてアンコール放送週に充てる場合がある。なお、報道特別番組などが編成され、急遽予定通りに放送できなくなった分については後日振替放送が行われる。
2006年3月まで別枠で土曜日12:15 - 14:00の生ワイド番組として放送された「歌謡ジャーナル」をこの番組に統合した。1時間番組に短縮して同番組の玉利かおるが引き続きディスクジョッキーを担当し、ゲスト歌手とトークを交えて2006年4月 - 2009年3月28日まで放送したが、2009年3月30日から日曜日を除く1週通しで平日と同じフォーマットの番組に統一された。
テーマ曲は「ひるの歌謡曲」から使われているものをそのまま使用する。
月1週の「話題のホットミュージック」を除き、月 - 金曜日は一つのテーマに沿った楽曲の特集、土曜日は特定の歌手を取り上げた特集を組む。2020年4月の放送時間拡大以降は月 - 金曜日はテーマが2部制となり、前半に従来どおりテーマに沿った選曲を、後半は日替りで特定の歌手を取り上げた特集を行う。土曜日は90分丸々特定の歌手を取り上げた特集に充てている。いずれも曲の途中で13時を跨ぐ為、時報は流れない。
2021年と2022年は昭和の日（4月29日）の『今日は一日“昭和ニッポン歌謡名曲”三昧』を当番組のフォーマットの拡大版として、逢地真理子、深沢彩子が担当。2023年は4月29日が通常編成だったことから7月17日（海の日）に振り替えて放送した。

## 話題のホットミュージック
毎月末1週程度、直近に発売された新譜楽曲を取り上げて放送する。月・火が演歌・歌謡曲、水 - 金がJ-POPの内容で、毎年末は「今年のホットミュージック」と題して総集編となる。
- ヒットチャート上位曲すべてではなく、知名度が高くない歌手の楽曲も扱う。
- 両A面や同時、連続発売は、基本的に1曲のみ扱う場合が多く、アルバム収録曲も扱う。
- 祝日特番でJ-POPの日が1日カットされる場合がある。災害などの緊急放送で休止の場合は振り替え放送があることもある。
- 2009年5月から2018年3月まで土曜も放送された。

## 特集タイトル
- 演歌･心の旅
- 熱唱演歌集
- あなたにラブソング
- まっすぐにラブソング
- カバーソングコレクション
- J-POPコレクション[5]
- ひとりぼっちのラブソング
- あなたにエール
- ハートフル・ポップス
- 歌のない歌謡曲
- 21世紀に生まれた名曲たち
- 愛と勇気の（演歌・ポップス）集
- 演歌・ポップス演歌
- 演歌ろまん
- 青春グラフティ
- （春・夏・秋・冬）色のアルバム
- 哀愁のメロディー
- 思い出の名曲
- リクエスト特集
- アーティスト特集（土曜日）

ほか